# Campionato Amazonense 2024
Il Campionato Amazonense 2024 è stata la 108ª edizione della massima serie del Campionato Amazonense. Il torneo è iniziato il 19 gennaio 2024 e si è concluso il 14 aprile successivo

## Stagione

### Novità
Al termine della stagione 2023, è retrocesso in Segunda Divisão l'Iranduba. Sono stati promossi, invece, Unidos do Alvorada e São Raimundo-AM.

### Formato
Le dieci squadre si affrontano in due fasi con lo stesso format, consistente in due gironi da cinque squadre ciascuno. Le prime quattro classificate di tali gironi, accederanno al secondo turno che decreterà la vincitrice della fase. Le vincenti delle due fasi si affronteranno in una doppia sfida per decretare la vincitrice del campionato. Nel caso uno squadra dovesse vincere ambedue le fasi, sarà dichiarata campione senza che si disputi alcuna sfida finale. Le ultime tre classificate nella classifica generale (consistente nella somma di tutte le gare disputate tra prima e seconda fase), retrocedono in Segunda Divisão.
La formazione vincitrice e la seconda classificata, potranno partecipare alla Série D 2025, alla Coppa del Brasile 2025 e alla Copa Verde 2025. Nel caso le prime due classificate siano già qualificate alla Série D, l'accesso alla quarta serie andrà a scalare.

## Risultati

### Prima fase

#### Fase a gironi
Le squadre affrontano avversarie appartenenti al girone opposto.
Girone A
|  | Pos. | Squadra            | Pt | G | V | N | P | GF | GS | DR  |
|  | ---- | ------------------ | -- | - | - | - | - | -- | -- | --- |
|  | 1.   | Amazonas           | 8  | 5 | 2 | 2 | 1 | 8  | 4  | +4  |
|  | 2.   | Manaus             | 8  | 5 | 2 | 2 | 1 | 6  | 4  | +2  |
|  | 3.   | Nacional-AM        | 7  | 5 | 1 | 4 | 0 | 5  | 4  | +1  |
|  | 4.   | Operário-AM        | 4  | 5 | 1 | 1 | 3 | 5  | 7  | -2  |
|  | 5.   | Unidos do Alvorada | 1  | 5 | 0 | 1 | 4 | 1  | 11 | -10 |

Legenda:
      Ammessa al secondo turno.
Note:
Tre punti a vittoria, uno a pareggio, zero a sconfitta.
Girone B
|  | Pos. | Squadra              | Pt | G | V | N | P | GF | GS | DR |
|  | ---- | -------------------- | -- | - | - | - | - | -- | -- | -- |
|  | 1.   | Parintins            | 11 | 5 | 3 | 2 | 0 | 7  | 2  | +5 |
|  | 2.   | Manauara             | 10 | 5 | 3 | 1 | 1 | 10 | 4  | +6 |
|  | 3.   | São Raimundo-AM      | 8  | 5 | 2 | 2 | 1 | 5  | 6  | -1 |
|  | 4.   | Princesa do Solimões | 6  | 5 | 1 | 3 | 1 | 6  | 6  | 0  |
|  | 5.   | Rio Negro            | 2  | 5 | 0 | 2 | 3 | 2  | 7  | -5 |

Legenda:
      Ammessa al secondo turno.
Note:
Tre punti a vittoria, uno a pareggio, zero a sconfitta.

#### Secondo turno
|  | Quarti di finale | Quarti di finale     | Quarti di finale |                       |       | Semifinali | Semifinali | Semifinali |  |  | Finale | Finale | Finale |  |
|  |                  |                      |                  |                       |       |            |            |            |  |  |        |        |        |  |
|  | 1A               | Amazonas             | 4                |                       |       |            |            |            |  |  |        |        |        |  |
|  | 1A               | Amazonas             | 4                |                       |       |            |            |            |  |  |        |        |        |  |
|  | 4A               | Operário-AM          | 0                |                       |       |            |            |            |  |  |        |        |        |  |
|  | 4A               | Operário-AM          | 0                |                       | 1A    | Amazonas   | 2          |            |  |  |        |        |        |  |
|  |                  |                      |                  |                       | 1A    | Amazonas   | 2          |            |  |  |        |        |        |  |
|  |                  |                      | 3A               | Nacional-AM           | 1     |            |            |            |  |  |        |        |        |  |
|  | 2A               | Manaus               | 3A               | Nacional-AM           | 1     | 0          |            |            |  |  |        |        |        |  |
|  | 2A               | Manaus               |                  |                       |       |            |            |            |  |  |        |        |        |  |
|  | 3A               | Nacional-AM          | 1                |                       |       |            |            |            |  |  |        |        |        |  |
|  | 3A               | Nacional-AM          | 1                |                       | 1A    | Amazonas   | 2          |            |  |  |        |        |        |  |
|  |                  |                      |                  |                       |       |            |            |            |  |  |        |        |        |  |
|  |                  |                      | 3A               | São Raimundo-AM       | 0     |            |            |            |  |  |        |        |        |  |
|  | 1B               | Parintins            | 3A               | São Raimundo-AM       | 0     | 3          |            |            |  |  |        |        |        |  |
|  | 1B               | Parintins            |                  |                       |       |            |            |            |  |  |        |        |        |  |
|  | 4B               | Princesa do Solimões | 0                |                       |       |            |            |            |  |  |        |        |        |  |
|  | 4B               | Princesa do Solimões | 0                |                       | 1B    | Parintins  | 0 (0)      |            |  |  |        |        |        |  |
|  |                  |                      |                  |                       | 1B    | Parintins  | 0 (0)      |            |  |  |        |        |        |  |
|  |                  |                      | 3B               | São Raimundo-AM (dtr) | 0 (3) |            |            |            |  |  |        |        |        |  |
|  | 2B               | Manauara             | 3B               | São Raimundo-AM (dtr) | 0 (3) | 1          |            |            |  |  |        |        |        |  |
|  | 2B               | Manauara             |                  |                       |       |            |            |            |  |  |        |        |        |  |
|  | 3B               | São Raimundo-AM      | 2                |                       |       |            |            |            |  |  |        |        |        |  |

### Seconda fase

#### Fase a gironi
A differenza della prima fase, le squadre affrontano avversarie appartenenti al proprio girone.
Girone A
|  | Pos. | Squadra            | Pt | G | V | N | P | GF | GS | DR |
|  | ---- | ------------------ | -- | - | - | - | - | -- | -- | -- |
|  | 1.   | Manaus             | 10 | 4 | 3 | 1 | 0 | 10 | 2  | +8 |
|  | 2.   | Amazonas           | 7  | 4 | 2 | 1 | 1 | 6  | 4  | +2 |
|  | 3.   | Unidos do Alvorada | 4  | 4 | 1 | 1 | 2 | 4  | 5  | -1 |
|  | 4.   | Nacional-AM        | 4  | 4 | 0 | 4 | 0 | 3  | 3  | 0  |
|  | 5.   | Operário-AM        | 1  | 4 | 0 | 1 | 3 | 4  | 13 | -9 |

Legenda:
      Ammessa al secondo turno.
Note:
Tre punti a vittoria, uno a pareggio, zero a sconfitta.
Girone B
|  | Pos. | Squadra              | Pt | G | V | N | P | GF | GS | DR  |
|  | ---- | -------------------- | -- | - | - | - | - | -- | -- | --- |
|  | 1.   | Manauara             | 8  | 4 | 2 | 2 | 0 | 10 | 1  | +9  |
|  | 2.   | Princesa do Solimões | 8  | 4 | 2 | 2 | 0 | 7  | 3  | +4  |
|  | 3.   | Parintins            | 7  | 4 | 2 | 1 | 1 | 10 | 2  | +8  |
|  | 4.   | São Raimundo-AM      | 4  | 4 | 1 | 1 | 2 | 6  | 7  | -1  |
|  | 5.   | Rio Negro            | 0  | 4 | 0 | 0 | 4 | 3  | 23 | -20 |

Legenda:
      Ammessa al secondo turno.
Note:
Tre punti a vittoria, uno a pareggio, zero a sconfitta.
|  | Quarti di finale | Quarti di finale     | Quarti di finale |                    |    | Semifinali | Semifinali | Semifinali |  |  | Finale | Finale | Finale |  |
|  |                  |                      |                  |                    |    |            |            |            |  |  |        |        |        |  |
|  | 1A               | Manaus               | 4                |                    |    |            |            |            |  |  |        |        |        |  |
|  | 1A               | Manaus               | 4                |                    |    |            |            |            |  |  |        |        |        |  |
|  | 4B               | São Raimundo-AM      | 0                |                    |    |            |            |            |  |  |        |        |        |  |
|  | 4B               | São Raimundo-AM      | 0                |                    | 1A | Manaus     | 4          |            |  |  |        |        |        |  |
|  |                  |                      |                  |                    | 1A | Manaus     | 4          |            |  |  |        |        |        |  |
|  |                  |                      | 3A               | Unidos do Alvorada | 0  |            |            |            |  |  |        |        |        |  |
|  | 2B               | Princesa do Solimões | 3A               | Unidos do Alvorada | 0  | 1          |            |            |  |  |        |        |        |  |
|  | 2B               | Princesa do Solimões |                  |                    |    |            |            |            |  |  |        |        |        |  |
|  | 3A               | Unidos do Alvorada   | 4                |                    |    |            |            |            |  |  |        |        |        |  |
|  | 3A               | Unidos do Alvorada   | 4                |                    | 1A | Manaus     | 1          |            |  |  |        |        |        |  |
|  |                  |                      |                  |                    |    |            |            |            |  |  |        |        |        |  |
|  |                  |                      | 3B               | Parintins          | 0  |            |            |            |  |  |        |        |        |  |
|  | 1B               | Manauara             | 3B               | Parintins          | 0  | 1          |            |            |  |  |        |        |        |  |
|  | 1B               | Manauara             |                  |                    |    |            |            |            |  |  |        |        |        |  |
|  | 4A               | Nacional-AM          | 0                |                    |    |            |            |            |  |  |        |        |        |  |
|  | 4A               | Nacional-AM          | 0                |                    | 1B | Manauara   | 1          |            |  |  |        |        |        |  |
|  |                  |                      |                  |                    | 1B | Manauara   | 1          |            |  |  |        |        |        |  |
|  |                  |                      | 3B               | Parintins          | 2  |            |            |            |  |  |        |        |        |  |
|  | 2A               | Amazonas             | 3B               | Parintins          | 2  | 1          |            |            |  |  |        |        |        |  |
|  | 2A               | Amazonas             |                  |                    |    |            |            |            |  |  |        |        |        |  |
|  | 3B               | Parintins            | 3                |                    |    |            |            |            |  |  |        |        |        |  |

### Finale di campionato
| Squadra 1      | Risultato       | Squadra 2 |
| -------------- | --------------- | --------- |
| 14 aprile 2024 |                 |           |
| Manaus         | 1 – 1 (4-2 dtr) | Amazonas  |

## Classifica generale
|       | Pos. | Squadra              | Pt | G | V | N | P | GF | GS | DR  |
| ----- | ---- | -------------------- | -- | - | - | - | - | -- | -- | --- |
|       | 1.   | Manaus               | 18 | 9 | 5 | 3 | 1 | 16 | 6  | +10 |
|       | 2.   | Amazonas             | 15 | 9 | 4 | 3 | 2 | 14 | 8  | +6  |
| [ 1 ] | 3.   | Manauara             | 18 | 9 | 5 | 3 | 1 | 20 | 15 | +5  |
|       | 4.   | Parintins            | 18 | 9 | 5 | 3 | 1 | 17 | 4  | +13 |
|       | 5.   | Princesa do Solimões | 14 | 9 | 3 | 5 | 1 | 13 | 9  | +4  |
|       | 6.   | São Raimundo-AM      | 12 | 9 | 3 | 3 | 3 | 11 | 13 | -2  |
|       | 7.   | Nacional-AM          | 11 | 9 | 1 | 8 | 0 | 8  | 7  | +1  |
|       | 8.   | Operário-AM          | 5  | 9 | 1 | 2 | 6 | 9  | 20 | -11 |
|       | 9.   | Unidos do Alvorada   | 5  | 9 | 1 | 2 | 6 | 5  | 16 | -11 |
|       | 10.  | Rio Negro            | 2  | 9 | 0 | 2 | 7 | 5  | 30 | -25 |

Legenda:

      Vincitore del Campionato Amazonense 2024 e qualificato per la Coppa del Brasile 2025, il Campeonato Brasileiro Série D 2025 e la Copa Verde 2025.
      Qualificato per il Coppa del Brasile 2025 e la Coppa Verde 2025.
      Qualificato per il Campeonato Brasileiro Série D 2025.
      Retrocesse in Segunda Divisão 2025